# Hoher List (vulcano)
Hoher List è uno stratovulcano della Germania, che raggiunge una quota di circa 550 metri sul livello del mare e si trova vicino alla cittadina di Daun, sull'altopiano di Eifel.
Il territorio della collina, sulle cui pendici si trova l'omonimo osservatorio astronomico, amministrativamente appartiene alla contea di Vulkaneifel nel Land tedesco della Renania-Palatinato.